# Jordina Sales i Carbonell
Jordina Sales i Carbonell (Igualada, 2 de octubre de 1971) es una historiadora y arqueóloga española especialista en cristianismo antiguo. Es conocida por sus trabajos de investigación que han permitido sustentar que Barcino, la Barcelona romana, tenía una arena o anfiteatro en el lugar donde se emplaza la iglesia de Santa María del Mar.
Jordina Sales se licenció en 1995 en Geografía e Historia, especialidad Prehistoria, Historia Antigua y Arqueología, por la Universidad de Barcelona. Su tesis de licenciatura, Edilicia cristiana en la Tarraconensis oriental durante la Antigüedad Tardana fue leída en septiembre de 1998. Su tesis doctoral fue Arquitectura cristiana en Hispania durante la Antigüedad Tardía. Fuentes literarias y arqueológicas.
Forma parte del Grupo de Investigación en Antigüedad Tardía de la Universidad de Barcelona, institución de referencia en Cataluña en cuanto a la Historia del Cristianismo Antiguo en todos sus aspectos, desde donde realiza su investigación principal centrada en la identificación y el estudio de la edilicia cristiana de los siglos IV-VIII que abarca el conjunto de Hispania.
En 2011 la Sociedad Catalana de Arqueología le otorgó el Premio Josep Barberà i Farràs por su ensayo Arqueología de sus episcopales tardoantiguas en el territorio catalán (259-713).